# Andrew Bertie
Fra' Andrew Bertie (czyt. Baati), właśc. Andrew Willoughby Ninian Bertie (ur. 15 maja 1929 w Londynie, zm. 7 lutego 2008 w Rzymie) – w latach 1988–2008 wielki mistrz Zakonu Kawalerów Maltańskich (joannitów), sługa Boży Kościoła katolickiego.

## Życiorys
Jego pełny tytuł brzmi: „Jego Najdostojniejsza Wysokość Fra' Andrew Bertie, Książę i Wielki Mistrz Suwerennego Rycerskiego Zakonu Szpitalników Świętego Jana z Jerozolimy, Zwanego Rodyjskim lub Maltańskim”.
Był potomkiem hrabiów Lindsay i Abingdon. Z wykształcenia historyk, orientalista i afrykanista. Opanował 15 języków, przez pewien czas je wykładał. Kawalerem maltańskim był od 1956. Pełnił w zakonie liczne funkcje, w tym wiceprzeora Wielkiej Brytanii. W 1981 złożył śluby wieczyste stając się kawalerem profesyjnym (I klasa członkostwa w zakonie).
Wielki mistrz joannitów rezydował w Rzymie przy via Dei Condotti, a jego posiadłość miała status eksterytorialny (zakon jest podmiotem suwerennym).

## Odznaczenia
- Łańcuch Wielkiego Mistrza Zakonu Maltańskiego (1998)[1]
- Łańcuch Orderu Zasługi Zakonu Maltańskiego (1998)[1]
- Krzyż Wielki Orderu Wyzwoliciela San Martina (1990, Argentyna)
- Wielka Gwiazda Odznaki Honorowej za Zasługi dla Republiki Austrii (1991, Austria)
- Wielki Łańcuch Narodowego Orderu Krzyża Południa (1990, Brazylia)
- Krzyż Wielki Orderu Zasługi (1990, Chile)
- Order Świętego Piotra (domowy, Czarnogóra)
- Order Daniły I (domowy, 2006, Królestwo Czarnogóry)
- Krzyż Wielki Legii Honorowej (1989, Francja)
- Order Złotego Runa (domowy, Austro-Węgry)
- Łańcuch Orderu Izabeli Katolickiej (1999, Hiszpania)
- Wielki Krzyż Orderu Witolda Wielkiego (1999, Litwa)
- Wielka Wstęga Narodowego Orderu Zasługi (1995, Malta)
- Order Tronu Klasy Specjalnej (Maroko)
- Krzyż Wielki Orderu Świętego Karola (1997, Monako)
- Stopień Specjalny Krzyża Wielkiego Orderu Zasługi Republiki Federalnej Niemiec (1992, Niemcy)
- Złoty Łańcuch Orderu Manuela Amadora Guerrero (Panama)
- Krzyż Wielki Orderu Zasługi Rzeczypospolitej Polskiej (10 maja 2007)[2]
- Wielki Łańcuch Orderu Infanta Henryka (1989, Portugalia)
- Order Andrzeja Świętego Apostoła Pierwszego Powołania (domowy, Imperium Rosyjskie)
- Order Świętego Równego Apostołom Księcia Włodzimierza I klasy (domowy, Imperium Rosyjskie)
- Order Świętej Anny I klasy (domowy, Imperium Rosyjskie)
- Krzyż Wielki Orderu Narodowego Gwiazdy Rumunii (Rumunia)
- Krzyż Wielki Orderu Orła Białego (domowy, Królestwo Jugosławii)
- Krzyż Wielki Orderu Gwiazdy Jerzego Czarnego (domowy, Królestwo Jugosławii)
- Order Podwójnego Białego Krzyża I klasy (1997, Słowacja)
- Złoty Łańcuch Orderu Piusa IX (Watykan)
- Wielki Łańcuch Orderu Oswobodziciela (1988, Wenezuela)
- Wielka Wstęga Orderu Andrésa Bello (1995, Wenezuela)
- Łańcuch Orderu Zasługi Republiki Włoskiej (1990, Włochy)
- Wielki Oficer Orderu Zasługi Republiki Włoskiej (1986, Włochy)
- Krzyż Wielki Orderu Korony Włoskiej (domowy, Królestwo Włoch)
- Krzyż Wielki Orderu Domowego Świętych Maurycego i Łazarza (domowy, Królestwo Włoch)
- Order Annuncjaty (domowy, Królestwo Włoch)[1]
- Krzyż Wielki Orderu Świętego Stanisława BM
- Order Świętego Januarego (domowy, Królestwo Obojga Sycylii)
- Wielki Łańcuch Orderu Konstantyńskiego Świętego Jerzego (1998, domowy, Królestwo Obojga Sycylii)[1]
- Złoty Order Wolności (1995, Słowenia)[3]